# جیجاق قهوه‌ای
جیجاق قهوه‌ای(نام علمی: Psilorhinus morio) نام یک گونه از تیره کلاغیان است.